# Tools Up!
Tools Up! é um videogame cooperativo local, desenvolvido pela The Knights of Unity e publicado pela All in! Jogos . O jogo foi lançado em dezembro de 2019 para os consoles Microsoft Windows, PlayStation 4, Xbox One e Nintendo Switch.

## Jogabilidade
Em Tools Up! , os jogadores assumem o papel de reformadores de casas. O objetivo é renovar as casas dentro do prazo enquanto os proprietários estiverem fora. Eles devem realizar diversas tarefas como pintura, limpeza, mudança de móveis e redecoração. O jogo tem dois modos: Modo Campanha e Modo Festa, além de uma DLC chamada Garden Party. Até quatro jogadores podem jogar juntos.

## Desenvolvimento
Tools Up! foi apresentado em diversos eventos antes de seu lançamento, incluindo Gamescom 2019, PAX West 2019 e Tokyo Game Show 2019.

## Recepção
| Pontuação agregada | Pontuação agregada | Pontuação agregada | Pontuação agregada |
| ------------------ | ------------------ | ------------------ | ------------------ |
| Agregador          | Pontuação          | Pontuação          | Pontuação          |
| Agregador          | NS                 | PS4                | Xbox One           |
| Metacritic         | 62/100             | 72/100             | 62/100             |

| Pontuação     | Pontuação | Pontuação | Pontuação |
| ------------- | --------- | --------- | --------- |
| Publicação    | Pontos    | Pontos    | Pontos    |
| Publicação    | NS        | PS4       | Xbox One  |
| Destructoid   | 6/10      | N/A       | N/A       |
| Nintendo Life | 6/10      | N/A       | N/A       |
| Push Square   | N/A       | 7/10      | N/A       |

Após o lançamento, o jogo recebeu críticas "mistas ou medianas" d crítica especializada, com uma pontuação total de 72 / 100 para PlayStation 4 e 62/100 para Nintendo Switch e Xbox One no Metacritic. The Escapist disse que o jogo tinha um bom conceito, porém precisava de "mais polimento". Já o Le Soir criticou a falta de um modo online, notando que o jogo rapidamente mostra seus limites. Jordan Devore do Destructoid escreveu que sua jogabilidade simples ficou abaixo de seu potencial, porém mesmo assim foi "agradável".